# Inuk (film)
Inuk er en fransk-grønlandsk film skrevet af Mike Magidson og antropologen Jean-Michel Huctin. Filmen havde premiere i Stockholm den 20. april 2010.

## Medvirkende
- Ole Jørgen Hammeken som Ikuma
- Gaaba Petersen som Inuk
- Rebekka Jørgensen som Aviaaja
- Sara Lyberth som Naja
- Inunnguaq Jeremiassen som Minik
- Elisabeth Skade som Inuks mor